# Яблонное (Ровненская область)
Яблонное (укр. Яблунне) — село в Березновской городской общине Ровненского района Ровненской области Украины.
До 2020 года входило в Березновский район.
Население по переписи 2001 года составляло 462 человека. Почтовый индекс — 34630. Телефонный код — 3653. Код КОАТУУ — 5620482204.